# Pilea auriculata
Pilea auriculata är en nässelväxtart som beskrevs av Frederik Michael Liebmann. Pilea auriculata ingår i släktet pileor, och familjen nässelväxter. Inga underarter finns listade i Catalogue of Life.